# Bevacizumab
El bevacizumab es un anticuerpo monoclonal humanizado. Un anticuerpo monoclonal es una proteína que reconoce y se une de forma específica y única a otra proteína del organismo. Bevacizumab ha demostrado su eficacia en el tratamiento de algunas enfermedades neoplásicas como el cáncer de colon, cáncer de mama, cáncer de pulmón no microcítico y carcinoma de células renales. El bevacizumab está en fase de investigación en otras patologías tumorales y en patologías oculares como la DMAE y la retinopatía diabética. 
En el cáncer de colon o recto avanzado, bevacizumab se utiliza habitualmente en combinación con otros fármacos antitumorales como 5-fluoruacilo, ácido folínico, irinotecán y otros. En cáncer de mama metastático se ha demostrado su eficacia en combinación con otro fármaco llamado paclitaxel. En el tratamiento del cáncer de pulmón no microcítico, el bevacizumab se administra junto a una quimioterapia basada en derivados del platino.

## Farmacología
El bevacizumab se une de forma selectiva al factor de crecimiento del endotelio vascular (VEGF, por sus siglas en inglés), que se localiza en las paredes de los vasos sanguíneos y linfáticos del organismo. El VEGF es necesario para que los vasos sanguíneos crezcan dentro del tumor, que lo suplen con nutrientes y oxígeno. Cuando el bevacizumab se une al VEGF, bloquea su función, con lo que previene el crecimiento del tumor al bloquear el crecimiento de los vasos sanguíneos que aportan los nutrientes y oxígeno necesarios para el tumor.

## Mecanismo de acción
El bevacizumab se une al factor de crecimiento del endotelio vascular (VEGF), inhibiendo así la unión de éste a sus receptores Flt 1 (VEGFR 1) y KDR (VEGFR 2), situados en la superficie de las células endoteliales. Al neutralizar la actividad biológica del VEGF se reduce la vascularización de los tumores y, por tanto, se inhibe el crecimiento del tumor.

## Indicaciones
Bevacizumab está indicado en Europa en los siguientes casos:
- Cáncer de colon o recto metastásico. Este medicamento se administra con quimioterapia que contenga otros medicamentos llamados 5-fluorouracilo y ácido folínico. Otro medicamento llamado irinotecan también puede ser parte de la quimioterapia.

- Cáncer de mama metastásico. Cuando se utilice en pacientes con cáncer de mama, se administra con un quimioterápico llamado paclitaxel o capecitabina.
- Cáncer de pulmón no microcítico avanzado. Por lo general, se administra junto con un régimen de quimioterapia con platino.
- Cáncer de riñón avanzado o metastásico, en combinación con interferón alfa-2a.
- Cáncer epitelial de ovarios, trompas de Falopio o peritoneo. Se utiliza en combinación con quimioterapia en pacientes con diagnóstico reciente cuando el cáncer está avanzado o es recidivante.
- Carcinoma cervical persistente, recurrente o metastásico en combinación con paclitaxel y cisplatino o topotecán.

## Efectos secundarios
Si se considera que alguno de los efectos adversos que sufre el individuo es grave o si se aprecia cualquier efecto adverso no mencionado en el prospecto, se debe informar al médico o al farmacéutico.
Los efectos adversos que se mencionan a continuación han sido asociados al uso de Bevacizumab. Esto no significa necesariamente que el Bevacizumab sea el único causante.
- Los efectos adversos clasificados como muy frecuentes se presentaron en al menos 1 de cada 10 pacientes.
- Los efectos adversos clasificados como frecuentes se presentaron en al menos 1 de cada 100 pacientes.

Los efectos adversos frecuentes (al menos 1 de cada 100 pacientes) más graves incluyen:
perforación del intestino, sangrado, incluyendo hemorragia en los pulmones en pacientes con cáncer de pulmón no microcítico, bloqueo de las arterias por embolia, bloqueo de las venas de los pulmones por embolia.
Los efectos adversos graves que pueden ser muy frecuentes (al menos 1 de cada 10 pacientes) son:
elevación de la tensión arterial, problemas con la cicatrización de heridas tras la cirugía, sensación de entumecimiento u hormigueo en manos o pies, disminución del número de células sanguíneas, incluyendo los glóbulos blancos que ayudan a luchar frente a las infecciones y las plaquetas que ayudan a que la sangre coagule, sensación de falta de energía o cansancio, náuseas y vómitos.
Otros efectos adversos graves que pueden resultar ser frecuentes (en al menos 1 de cada 100 pacientes) incluyen dolor abdominal, sequedad de boca combinada con sed y/o cantidad de orina reducida o de color oscuro, diarrea, dolor, incluyendo dolor de cabeza, trombosis en las venas de las piernas o dificultad para conseguir que la sangre coagule, focos localizados de pus, infección, y en particular infección en la sangre o vejiga, disminución del riego sanguíneo al cerebro o apoplejía, embolia en las arterias que puede provocar una apoplejía y un ataque al corazón, sensación de sueño o desmayo, problemas de corazón con dificultad al respirar, sangrado por la nariz, aumento del ritmo cardíaco (pulso), obstrucción intestinal, prueba de orina anormal (proteínas en la orina), dificultad al respirar o disminución de los niveles de oxígeno en sangre.
Los efectos adversos que pueden ser raros (en al menos 1 de cada 10 000 pacientes) son convulsiones, dolor de cabeza, confusión o alteraciones en la visión.
Los efectos adversos muy frecuentes (al menos 1 de cada 10 pacientes) que no fueron graves son:
elevación de la tensión arterial, dolor, falta de energía, estreñimiento, sangrado por la parte inferior del intestino grueso, inflamación de la boca, pérdida del apetito.
Los efectos adversos frecuentes (al menos 1 de cada 100 pacientes) que no fueron graves fueron: problemas respiratorios,
sangrado por la nariz, congestión nasal, piel seca, descamación e inflamación de la piel, cambio del color de la piel,
cambios en el sentido del gusto, problemas oculares (lagrimeo).
Otros efectos adversos menos frecuentes de cualquier gravedad que se observaron fueron fallo cardíaco y sangrado de la mucosa de la boca o de la vagina.
Se han notificado casos muy raros (menos de 1 por cada 10 000 pacientes) de perforación del tabique nasal (séptum).
Algunos efectos adversos son más frecuentes en ancianos. Estos efectos adversos pueden ser embolia en las arterias que puede provocar apoplejía o un ataque cardíaco. Además, los pacientes ancianos tienen mayor riesgo de que se reduzca el número de glóbulos blancos y plaquetas (que ayudan a la coagulación) en sangre.
Bevacizumab también puede causar cambios en las pruebas de laboratorio que le haga su médico. Estos cambios pueden incluir una reducción del número de glóbulos blancos sanguíneos, en particular neutrófilos (un tipo de células blancas que facilitan la protección frente a infecciones), presencia de proteínas en la orina, disminución del potasio, sodio o fósforo en sangre, aumento del azúcar en sangre, aumento de la fosfatasa alcalina (una enzima) en sangre, disminución de la hemoglobina (que se encuentra en los glóbulos rojos y transporta oxígeno), que puede ser grave.

## Contraindicaciones
Hipersensibilidad al principio activo o a alguno de los excipientes.
- Hipersensibilidad a productos derivados de células de ovario de hámster chino (CHO), o a otros anticuerpos recombinantes humanos o humanizados.
- Embarazo
- Bevacizumab está contraindicado en pacientes con metástasis no tratadas localizadas en el sistema nervioso central.

## Disponibilidad
Bevacizumab sólo se vende bajo prescripción médica y su presentación es en vial bevacizumab 25 mg/ ml. Cada vial contiene 100 mg de bevacizumab en 4 ml o 400 mg en 16 ml.